# Archidiecezja Bouaké
Archidiecezja Bouaké (łac. Archidiœcesis Buakensis) – diecezja rzymskokatolicka w Wybrzeżu Kości Słoniowej. Powstała w 1951 jako wikariat apostolski. Podniesiona do rangi diecezji w 1955. Ustanowiona archidiecezją w 1994.

## Główne świątynie
- Archikatedra: Archikatedra św. Teresy w Bouaké

## Biskupi i arcybiskupi Bouaké

### Wikariusz apostolski
- André-Pierre Duirat SMA (1951–1955)

### Biskupi diecezjalni
- André-Pierre Duirat SMA (1955–1973)
- Vital Komenan Yao (1973–1994)

### Arcybiskupi metropolici
- Vital Komenan Yao (1994–2006)
- Paul-Siméon Ahouanan Djro OFM (2006–2024)
- Jacques Assanvo Ahiwa (od 2024)